# 沙贾汉
沙贾汉（1592年1月5日—1666年1月22日），或譯沙賈汗、沙迦罕，是统治印度次大陆的莫卧儿帝国的皇帝，他于1628年到1658年在位。“沙贾汉”在波斯语中的意思是“世界的统治者”。沙贾汉在位期间，为他最喜愛的妻子已故皇后姬蔓·芭奴修筑了举世闻名的泰姬陵；後於晚年遭到軟禁。

## 获得权力
沙贾汉是阿克巴大帝的孫子，莫卧儿帝国的皇帝贾汉吉尔的兒子。沙贾汉原名赫拉姆（Khurram，波斯語意思為「喜悅的」），母亲是印度教部族拉其普特人的公主佳噶忒·葛西妮。1622年，在赫拉姆还是王子的时候，他起兵反对他父亲的统治，但他的这场叛乱很快被镇压下去，赫拉姆得到了父親贾汉吉尔的宽恕并返回自己的领地，但是他的两个儿子，达拉·希科和奥朗则布，被送到贾汉吉尔的宫廷中作為人質。
1627年贾汉吉尔去世，赫拉姆和他的兄弟沙赫里亞爾·米爾扎為了爭奪莫卧儿帝国的王位，兄弟之間爆發了戰爭，其中赫拉姆得到了岳父波斯貴族阿塞夫汗的支持，他的兄弟则得到了贾汉吉尔的遗孀努尔·贾汉的支持，最后赫拉姆获胜，登上王座并于1628年2月4日改名沙贾汉。

## 成就

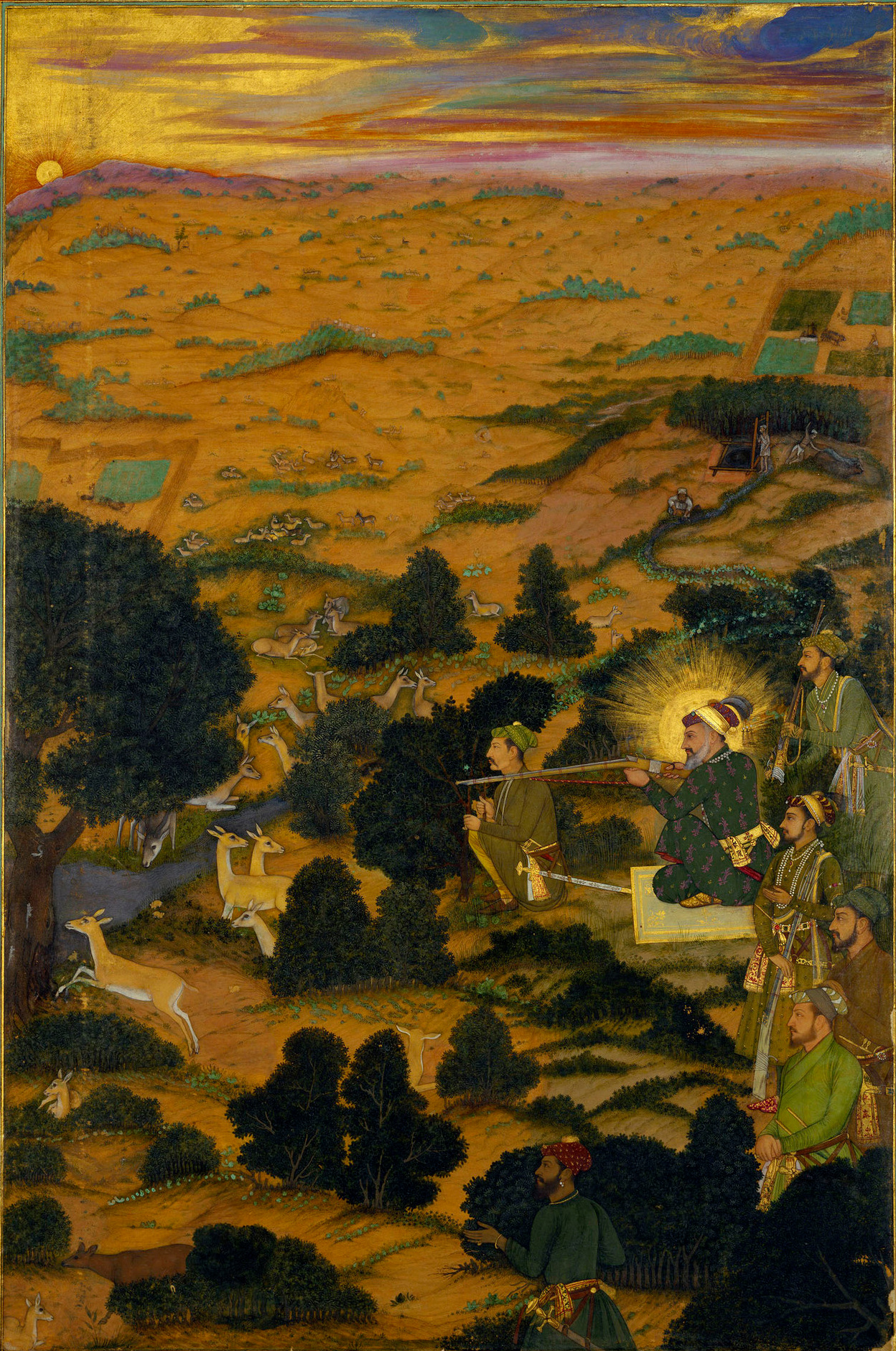
沙贾汉在狩猎

在沙贾汉的父亲贾汉吉尔统治的末年，莫卧儿帝国帝国开始面对一系列挑战，沙贾汉成功地应对了这些挑战并稳定了局势。他镇压了发生在艾哈迈德讷格尔的一个穆斯林叛乱，在孟加拉击退了葡萄牙人，在西部，吞并了拉吉普特人的王国巴蘭和布德可漢，在德干高原，占领了比贾布尔和戈爾康達；在西北，将自己的势力越过了开伯尔山口。但沙贾汉的穷兵黩武吸乾了帝国的财力——在他的统治下，莫卧儿帝国变成了一个巨大的戰爭机器，军事贵族和军队的数量扩大了几乎四倍，这样的急剧擴張增加了农民的负担。尽管如此，在沙贾汉统治期间，莫卧儿帝国仍在财源不足的情况下再次扩张。
沙贾汉的统治所带来的另外一个好处则是促进了一些大的商业和手工业中心的出现，比如拉合尔、德里、阿格拉和亞美達巴德。这些城市和港口以及其他遥远的地方通过水陆交通紧密相连。沙贾汉自己则将首都从阿格拉迁往新建的沙賈汗納巴德（即旧德里）。在沙贾汉的统治期间，莫卧儿帝国的艺术和建筑成就到达顶峰。他为他所鍾愛的妻子慕塔芝·瑪哈在阿格拉修建了著名的泰姬陵，在德里修建了红堡，在拉合尔堡修建了著名的沙利马尔花园。

## 统治的结束

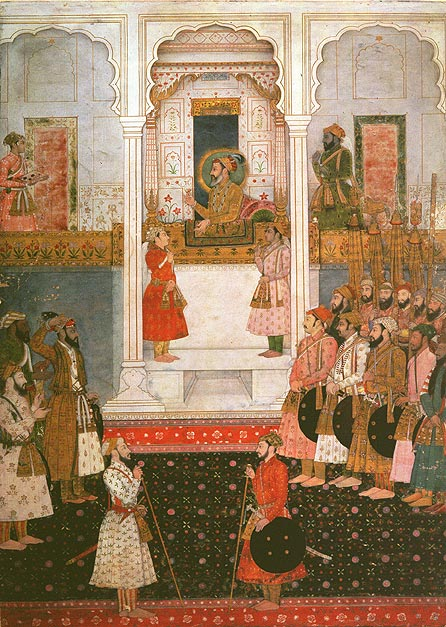
沙賈汗的庭院

沙贾汉1657年得了重病，他的几个儿子开始夺权。二儿子沙舒賈，宣布自己为孟加拉的皇帝，奥朗则布也开始挑战自己的父亲和皇太子兼皇兄達拉·希科。沙贾汉后来病愈，给与達拉·希科充分支持，并成功打败了在孟加拉称帝的沙舒賈。但最终，奥朗则布还是击败了達拉·希科。達拉·希科原打算重整旗鼓，再战奥朗则布，其手下却背叛了他将他交给奥朗则布。奥朗则布以异教徒的罪名将他的兄弟砍头，把首级送给了沙贾汉。奥朗则布甚至杀死了最小的弟弟穆拉德·巴克什，尽管他在奥朗则布和達拉·希科的战争中间支持奥朗则布。
奥朗则布获取权力之后，沙贾汉被软禁在阿格拉堡的一间能够看到泰姬陵的房间里。在被拘禁的5年里，沙贾汉只有大女儿嘉罕娜拉·貝居姆的陪伴。相传沙贾汉曾经口渴想喝水，奥朗则布让他饮用墨水。

## 结局
沙贾汉於1666年去世於阿格拉堡，死後和他的妻子慕塔芝·瑪哈合葬於泰姬瑪哈陵。